# Сюзьва (Нытвенский район)
Сюзьва — посёлок разъезда в составе Нытвенского района ( городского округа) в Пермском крае России.

## Географическое положение
Разъезд расположен в центральной части округа на железной дороге Москва-Пермь примерно в 5 километрах на юго-восток по прямой от станции Григорьевская.

## Климат
Климат характеризуется как умеренно континентальный, с морозной снежной зимой и коротким тёплым летом. Средняя многолетняя температура самого холодного месяца (января) составляет −15…−18,5 °C, температура самого тёплого (июля) 15—18,5 °C. Длительность вегетационного периода (с температурой выше +5 °C колеблется от 145 до 165 дней. Среднегодовое количество осадков — 550—600 мм.

## История
C 2004 до 2020 года входил в Григорьевское сельское поселение Нытвенского муниципального района.

## Население
Постоянное население составляло 68 человек в 2002 году (88 % русские), 38 человек в 2010 году.